# هیروشی آسای
هیروشی آسای (انگلیسی: Hiroshi Asai؛ زادهٔ ۲۶ آوریل ۱۹۷۸) آهنگساز، تنظیم، موسیقی‌دان اهل ژاپن است. وی از سال ۱۹۹۹ میلادی تاکنون مشغول فعالیت بوده‌است.